# Platón Poretsky

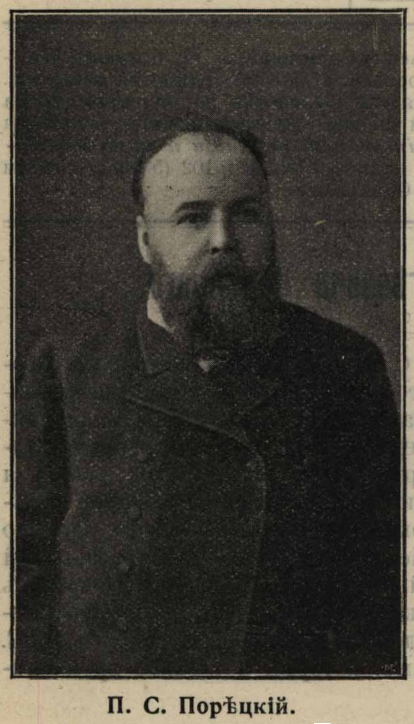
Platón Poretsky

Platón Sergeevich Poretsky (Ruso: Платон Серге́евич Порецкий ; 3 de octubre de 1846 en Elisavetgrad, Imperio Ruso-9 de agosto de 1907, Horodniá, Gobernación de Chernígov, Imperio Ruso) fue un astrónomo, filósofo, y matemático ruso.
Graduado de Universidad de Járkov, trabajó en Astracán y Púlkovo en San Petersburgo.
Más tarde, como astrónomo en la universidad de Kazán, siguiendo el consejo de su colega mayor, el profesor de Matemáticas A.V Vasiliev en la Universidad Federal de Kazan (padre de Nicolai A. Vasiliev). Para aprender los trabajos de George Boole, Poretsky desarrolló "cálculo lógico" y a través de las "ecuaciones lógicas concretas" lo aplicó a la teoría de probabilidad. Así, estudió y amplió las obras de los matemáticos George Boole, William Stanley Jevons y Ernst Schröder. Descubrió la ley de las formas Poretsky y dio el primer tratamiento general al razonamiento Booleano, tanto antecedente y consecuente, sentando las bases para las obras de Archie Blake sobre la Forma canónica de Blake.